# Tamburi Cemil Bey
Pour les articles homonymes, voir Bey.
Tamburi Cemil Bey ou Tambouri Djémil Bey, né en 1871 ou 1873 à Constantinople (Empire ottoman) et mort le 28 ou 29 juillet 1916 dans la même ville, est un compositeur turc et virtuose de tambur, tambur à archet (Yayli tanbur), armoudi kémentché, violoncelle et de luth grec (lavta).

## Biographie
Ses apports à la musique classique turque sont multiples. Il est connu pour avoir renouvelé sous deux aspects la technique du tambur (l'invention d'un style qui marque une rupture avec ses prédécesseurs et la création de la technique de frotter les cordes) ainsi que pour la finesse dont il témoigne dans ses improvisations (ses taksimat) et ses interprétations. En outre, ses compositions sont à ranger parmi les plus belles de son époque.
Ses enregistrements sur disques 78 tours sont de la plus haute valeur pour l'étude de la musique classique turque et ont influencé plusieurs maîtres des XIXe et XXe siècles comme Mesut Cemil Bey, Neyzen Niyazi Sayın et Tanburi Necdet Yaşar, ces derniers formant plus tard la célèbre école stambouliote.